# Umchwasho
Umchwasho (umʰwaʃo) ist ein traditioneller Keuschheits-Ritus in Eswatini (Swasiland). So lange der Ritus andauert, ist es unverheirateten Frauen verboten Sexualkontakte zu haben und die Frauen tragen ein traditionelles Set von Quasten (tassels). Die Quasten sind gewöhnlich aus Wolle und werden als Schals getragen. Mädchen bis 18 Jahren müssen blaugelbe Quasten tragen und dürfen keinen Mann berühren. Junge Frauen ab 19 müssen rotschwarze Quasten tragen und dürfen Männer berühren, aber keinen Geschlechtsverkehr haben. Diejenigen, die bei einem Verstoß gegen dieses umchwasho-Tabu ertappt werden, erhalten eine Strafe. Gewöhnlich müssen sie eine Kuh bezahlen.
Zwischen 9. September 2001 und 19. August 2005 rief König Mswati III. eine Periode des Umchwasho aus, um die Verbreitung von AIDS zu verlangsamen, da das HI-Virus im Land stark verbreitet ist. Ursprünglich war geplant, den Bann über fünf Jahre auszudehnen, aber das Tabu wurde bereits nach einem Jahr ohne Angabe von Gründen zurückgenommen. Es hatte jedoch scharfe Proteste gegeben und viele Frauen hatten sich geweigert, die entsprechenden Schals zu tragen. Auch der König selbst war kritisiert worden, weil er in dieser Periode eine Teenagerin heiratete, wofür er selbst als Strafe eine Kuh zahlen musste. Am Ende der Umchwasho-Periode wurden die Quasten in einer großen Zeremonie verbrannt.